# George Bingham, III conte di Lucan
George Bingham, nominato Lord Bingham nel 1839 (Londra, 16 aprile 1800 – Londra, 10 novembre 1888), è stato un generale e politico inglese del British Army, noto per il suo ruolo nella guerra di Crimea e per le requisizioni di massa durante la grande carestia irlandese (1845 - 1849).

## Biografia

### Carriera militare
Nacque a Londra, primo figlio di Richard Bingham, II conte di Lucan, e di Elizabeth Belasyse e fu nominato lord Bingham dalla nascita. Grazie al primo matrimonio di sua madre, era fratellastro di Henry Howard, XIII duca di Norfolk.
Frequentò la Westminster School, ma lasciò l'educazione regolare nel 1816 per entrare nel 6º Reggimento di fanteria. Fu trasferito nel 3º Reggimento delle Guardie di fanteria il 24 dicembre 1818. Divenne tenente nel 1820 e maggiore nel 1825, prima di essere trasferito al 17º Reggimento dei Lanceri. Divenne comandante di reggimento nel 1826. Nel 1828 prese parte, come volontario con le forze russe, alla guerra russo-persiana (1826-1828). Fu nominato membro del Parlamento (MP) per il Mayo nel 1826 e mantenne quella carica fino al 1830. Nel 1829 sposò Anne Brudenell, settima figlia di Robert Brudenell VI conte di Cardigan, ed ebbe sei figli.
Succedette a suo padre come III conte di Lucan il 30 giugno 1839. Fu creato Lord Luogotenente di Mayo nel 1845 e agì in modo così maldestro e insensibile da guadagnarsi l'odio di molti degli abitanti. Continuò a far carriera nei ranghi dell'esercito e, pur essendo a mezza paga, fu nominato colonnello nel 1841 e maggior generale nel 1851.
Allo scoppio della guerra di Crimea fece domanda per un incarico e fu nominato comandante della Divisione di Cavalleria. Suo cognato, James Brudenell, VII conte di Cardigan, era uno dei suoi subalterni, comandante della Brigata Leggera – una scelta sfortunata, dato che si detestavano cordialmente a vicenda. Alla battaglia di Balaklava, George Bingham ricevette un ordine dal comandante britannico, Lord Raglan, e a sua volta ordinò a Cardigan di comandare la carica della Brigata Leggera che si trasformò in un disastro. Quando Bingham portò avanti la Brigata Pesante come rinforzo, fu ferito leggermente a una gamba. Raglan lo biasimò per l'episodio: «Tu hai perso la Brigata Leggera!» e lo censurò nei dispacci. Bingham si lamentò di questo trattamento e, poiché le relazioni tra il comandante dell'esercito e il comandante della cavalleria, si erano chiaramente guastate, Bingham fu richiamato in Inghilterra dove giunse all'inizio del marzo 1855.
Al suo arrivo la domanda di Bingham per una corte marziale non fu accolta e lui si difese con un discorso nella Camera dei Lord il 19 marzo, biasimando Raglan e il suo defunto aiutante di campo, il capitano Louis Nolan. Questa tattica sembrò aver avuto successo. Successivamente fu nominato Cavaliere di Gran Croce dell'Ordine del Bagno il 5 luglio e colonnello dell'8º Reggimento degli Ussari, che aveva caricato con la Brigata leggera, il 17 novembre 1855. Sebbene Bingham non avesse più prestato servizio attivo, fu promosso tenente generale il 24 dicembre 1858, generale il 28 agosto 1865 ed infine maresciallo di campo il 1º giugno 1887.

### Carriera parlamentare
Un contributo significativo fu dato da Bingham quando inventò una soluzione ingegnosa al problema di ammettere ebrei al Parlamento. Prima di allora, ebrei distinti avevano declinato di prestar giuramento “sulla vera fede di un cristiano” e, non avendo giurato come richiesto dallo statuto, era loro rifiutato il diritto di voto, sebbene fossero stati eletti Membri del Parlamento. Bingham propose, come compromesso, che ogni camera potesse decidere di modificare il proprio giuramento. La Camera dei Lord, che per lungo tempo era stata contraria, acconsentì. A un eminente ebreo, Lionel Nathan Rothschild (1808-1879), fu perciò consentito di entrare nella Camera dei Comuni e di giurare il 26 luglio 1858.
Bingham morì al numero 13 di South Street, nel quartiere londinese di Park Lane, il 10 novembre 1888, e fu sepolto a Laleham, nel distretto di Spelthorne.

## Discendenza
Bingham fu, tramite il figlio Charles Bingham, IV conte di Lucan e la nipote Rosalind Hamilton, duchessa di Abercorn, antenato di Diana Spencer e dei suoi figli.